# Citaman (Ciomas)
Citaman is een bestuurslaag in het regentschap Serang van de provincie Banten, Indonesië. Citaman telt 2356 inwoners (volkstelling 2010).